# Victor Guernalec
Victor Guernalec, né le 16 mars 2000 à Châteaulin, est un coureur cycliste français.

## Biographie

### Débuts cyclistes et carrière chez les amateurs
Victor Guernalec est formé au Vélo Club Châteaulinois, sur ses terres natales. Son frère aîné Thibault est lui aussi passé par cette structure,. Dans les catégories de jeunes, il se fait d'abord remarquer dans la discipline du contre-la-montre. Bon rouleur, il s'impose à une dizaine de reprises chez les cadets en 2016. Il devient par ailleurs champion de Bretagne du contre-la-montre juniors en 2017. 
En 2018, il confirme ses aptitudes en étant l'un des meilleurs juniors français. Tout comme l'année précédente, il est sacré champion régional dans l'épreuve chronométrée. Au niveau fédéral, il obtient une victoire et diverses places d'honneur dans les courses les étapes. Il brille également dans des courses internationales en terminant deuxième de la Ronde des Vallées, septième du Trophée Centre Morbihan ou encore treizième de la Classique des Alpes juniors. Grâce à ses bonnes performances, il est sélectionné en équipe de France. Il endosse ainsi le maillot tricolore aux championnats d'Europe juniors, où il se classe seizième et meilleur français du contre-la-montre. 
Pour ses débuts espoirs, il évolue au sein de la Team Pays de Dinan. Il porte ensuite les couleurs de Côtes d'Armor Cyclisme Marie Morin en 2020 et en 2021. Sa progression est cependant freinée par une endofibrose aux artères iliaques. Gêné aux jambes, il ne parvient pas à exprimer pleinement son potentiel. Il obtient toutefois une victoire et quelques accessits en première catégorie. 
En 2022, il intègre le club Bourg-en-Bresse Ain Cyclisme, après avoir quitté sa Bretagne natale pour Nice. Encore entravé par ses blessures, il réalise une saison discrète. L'année suivante, il retrouve la plénitude de ses moyens physiques, après une opération réussie,. Désormais installé à Aix-les-Bains, il devient champion régional d'Auvergne-Rhône-Alpes. Au niveau national, il décroche divers accessits dans des manches de la Coupe de France N1. Il finit par ailleurs septième du Tour de la Mirabelle, inscrit au calendrier de l'UCI Europe Tour. 
Lors de la saison 2024, il se distingue en étant l'un des meilleurs amateurs français. Bon puncheur, il remporte deux épreuves des Boucles du Haut-Var, Annemasse-Bellegarde et retour, une étape du Circuit de Saône-et-Loire, Arbent-Bourg-Arbent, le Grand Prix du Cru Fleurie ainsi que le Grand Prix du Faucigny. Il termine aussi deuxième d'une étape de l'Alpes Isère Tour et troisième du Kreiz Breizh Elites, sur le circuit de l'UCI. Grâce à ses résultats, il signe dans un premier temps un contrat professionnel avec l'équipe continentale CIC U Nantes Atlantique avant de finalement rejoindre l'équipe World Tour Arkéa-B&B Hotels.

### Carrière professionnelle
Il remporte son premier succès professionnel le 9 avril 2025 lors de la 2e étape du Région Pays de la Loire Tour. Echappé avec Sakarias Løland et Sam Maisonobe, le Breton distance ses compagnons dans les derniers hectomètres et résiste in extremis au retour du peloton pour remporter ce premier succès chez les professionnels.

## Palmarès et résultats

### Palmarès par année
| - 2016 - 2e du championnat de Bretagne du contre-la-montre cadets - 2017 - Champion de Bretagne du contre-la-montre juniors - 1re étape du Trophée Sébaco (contre-la-montre) - Tour du Morbihan Juniors - 2018 - Champion de Bretagne du contre-la-montre juniors - 1re étape du Trophée Sébaco (contre-la-montre) - 2e du Trophée Louison-Bobet - 2e du Tour de la Vallée de la Trambouze - 2e de la Ronde des Vallées - 3e des Boucles Cyclistes du Sud Avesnois - 2019 - Nocturne de Dinan - 3e du Tour du Pays de Lesneven - 2020 - 2e de La Melrandaise | - 2023 - Champion d'Auvergne-Rhône-Alpes sur route - Prix de Manziat - 2e du Trophée Roger-Walkowiak - 2024 - 1re et 4e épreuves des Boucles du Haut-Var - Annemasse-Bellegarde et retour - 3e étape du Circuit de Saône-et-Loire - Arbent-Bourg-Arbent - Grand Prix du Cru Fleurie - Grand Prix du Faucigny - 2e du Tour du Charolais - 2e du Prix de Cormoz - 3e du Grand Prix du Pays d'Aix - 3e du Kreiz Breizh Elites - 2025 - 2e étape du Région Pays de la Loire Tour |  |

### Classements mondiaux
| Année                                 | 2023  | 2024  |
| ------------------------------------- | ----- | ----- |
| Classement mondial                    | nc    | 1415e |
| UCI Europe Tour                       | 1496e | nc    |
|                                       |       |       |
| Légende : nc = non classéSource : UCI |       |       |